# Campeonato nacional de Estados Unidos 1958
Lista de los campeones del Campeonato nacional de Estados Unidos de 1958:

## Senior

### Individuales masculinos
Ashley Cooper vence a  Malcolm Anderson,  6–2, 3–6, 4–6, 10–8, 8–6

### Individuales femeninos
Althea Gibson vence a  Darlene Hard, 3–6, 6–1, 6–2

### Dobles masculinos
Alex Olmedo /  Ham Richardson vencen a  Sam Giammalva /  Barry MacKay, 3–6, 6–3, 6–4, 6–4

### Dobles femeninos
Jeanne Arth /  Darlene Hard vencen a  Althea Gibson /  Maria Bueno, 2–6, 6–3, 6–4

### Dobles mixto
Margaret Osborne /  Neale Fraser vencen a  Maria Bueno /  Alex Olmedo, 6–3, 3–6, 9–7
| Predecesor: 1957                         | Campeonato nacional de Estados Unidos 1958 | Sucesor: 1959                         |
| Predecesor: Campeonato de Wimbledon 1958 | Grand Slam 1958                            | Sucesor: Campeonato de Australia 1959 |

- Datos: Q2409997